# Euxesta nitidiventris
Euxesta nitidiventris är en tvåvingeart som beskrevs av Friedrich Hermann Loew 1873.
Euxesta nitidiventris ingår i släktet Euxesta och familjen fläckflugor. Inga underarter finns listade i Catalogue of Life.